# Лучіо Далла
Лучіо Д'алла (італ. Lucio Dalla; 4 березня 1943, Болонья — 1 березня 2012, Монтре) — італійський пісняр, композитор, актор, режисер.

## Особисте життя
Про те що Лучіо Далла був геєм під час його похорону розповів його давній компаньйон і партнер Марко Алеманно, з яким він ділив будинок. Він публічно не визнавав своєї гомосексуальності за життя, заявивши в інтерв'ю 1979 року «Я не відчуваю себе геєм». Цей виступ викликав дискусії щодо ставлення італійського суспільства до гомосексуальності.

## Доробок
Один з найвизначніших італійських піснярів, артистична діяльність якого становила понад п'ятдесят років. Музикант джазової формації, переходить до інших стилів і у період зрілості стає автором власних пісень; кларнетист, саксофоніст, подеколи клавішник.
Його музична творчість пройшла численні фази: від біту до експериментування з ритмікою, зрештою досягла авторської пісні, у якій долаються межі італійської лірики та мелодики.
Записав 29 альбомів, з яких 23 студійних та 6 концертних.
Співпрацював з письменником та поетом Роберто Роверсі та відомим піснярем Франческо Де Грегорі.
Помітною подією 80-х років була співпраця Далла як композитора зі співаком Джанні Моранді; її результатом став альбом «Occhi di ragazza».
Найвідомішою піснею Далла є «Карузо» (Caruso), яку перекладають як «Пам'яті Карузо», присвячена Енріко Карузо. Всесвітньої слави вона набула після того, як її виконав Лучано Паваротті.

### Дискографія
33 оберти і CD
- 1966 — 1999 (ARC, SA 16)
- 1970 — Terra di Gaibola (RCA Italiana, PSL 10462)
- 1971 — Storie di casa mia (RCA Italiana, PSL 10506)
- 1973 — Il giorno aveva cinque teste (RCA Italiana, DPSL 10583)
- 1975 — Anidride solforosa, (RCA Italiana, TPL 1-1095)
- 1975 — Bologna 2 settembre 1974 (dal vivo), (RCA Italiana, TCL 2-1110; con Francesco De Gregori, Antonello Venditti e Maria Monti)
- 1976 — Automobili (RCA Italiana, TPL 1-1202)
- 1977 — Come è profondo il mare (RCA Italiana, PL 31321)
- 1979 — Lucio Dalla (RCA Italiana, PL 31424)
- 1979 — Banana Republic (RCA Italiana, PL 31466; con Francesco De Gregori)
- 1980 — Dalla (RCA Italiana, PL 31537)
- 1981 — Lucio Dalla (Q Disc) (RCA Italiana; PG 33420)
- 1983 — 1983 (RCA Italiana, PL 31692)
- 1984 — Viaggi organizzati (Pressing)
- 1985 — Bugie (Pressing)
- 1985 — Lucio Dalla Marco Di Marco (Fonit Cetra, ALP 2008; inciso insieme a Marco Di Marco)
- 1986 — DallAmeriCaruso (RCA Italiana)
- 1987 — Per gioco e per amore RCA
- 1988 — Dalla/Morandi (RCA, con Джанні Моранді)
- 1988 — In Europa (Ariola, con Джанні Моранді)
- 1990 — Cambio (Pressing)
- 1991 — Geniale? (RCA; registrazioni dal vivo del 1969—1970 con alcuni inediti)
- 1992 — Amen (Pressing; dal vivo)
- 1993 — Henna (Pressing)
- 1996 — Canzoni
- 1999 — Ciao
- 2000 — Live @ RTSI (registrazioni dal vivo del 1978)
- 2001 — Luna Matana
- 2003 — Lucio
- 2006 — 12000 lune
- 2007 — Il contrario di me
- 2008 — LucioDallaLive - La neve con la luna
- 2009 — Angoli nel cielo
- 2010 — Work in Progress (con Francesco De Gregori)

45 обертів
- 1964 — Lei (non è per me)/Ma questa sera (ARC, AN 4008)
- 1965 — L'ora di piangere/Io al mondo ho solo te (ARC, AN 4037)
- 1966 — Paff... bum!/Io non ho pianto mai così (ARC, AN 4072)
- 1966 — Questa sera come sempre/Io non ci sarò (ARC, AN 4084)
- 1966 — See-saw/Cool jerk (ARC, AN 4091, pubblicato come The Group)
- 1966 — Quando ero soldato/Tutto il male del mondo (ARC, AN 4101)
- 1967 — Bisogna saper perdere/Lucio dove vai (ARC, AN 4113)
- 1967 — Non è un segreto/Passerà passerà (ARC, AN 4119)
- 1967 — Il cielo/1999 (ARC, AN 4128)
- 1968 — E dire che ti amo/Se non avessi te (ARC, AN 4148)
- 1968 — Hai una faccia nera nera/Cos'è Bonetti? (ARC, AN 4154)
- 1969 — Per fare un uomo basta una ragazza / ...e invece no (ARC, AN 4171)
- 1970 — Sylvie/Orfeo bianco (RCA Italiana, PM 3522)
- 1971 — 4-3-1943/Il fiume e la città (RCA Italiana, PM 3578)
- 1971 — La casa in riva al mare/Itaca (RCA Italiana, PM 3588)
- 1971 — Il colonnello/Il gigante e la bambina (RCA Italiana, PM 3610)
- 1972 — Piazza Grande/Convento di pianura (RCA Italiana, PM 3638)
- 1972 — Sulla rotta di Cristoforo Colombo/Un uomo come me (RCA Italiana, PM 3651)
- 1974 — Anna bell'Anna/Pezzo zero (RCA Italiana, TPBO 1003))
- 1975 — Anidride solforosa/Tu parlavi una lingua meravigliosa (RCA Italiana, TPBO 1105)
- 1976 — Nuvolari/Il motore del duemila (RCA Italiana, TPBO 1189)
- 1977 — Quale allegria/Il cucciolo Alfredo (RCA Italiana, PB 6157)
- 1978 — Ma come fanno i marinai/Cosa sarà (RCA Italiana, PB 6265; con Francesco De Gregori)

### Участь у проектах
- 1962 з Seconda Roman New Orleans Jazz Band: Telstar/Madison: a swingin' time (RCA Italiana, PM 3164)
- 1975 у колективному альбомі Trianon '75 — Domenica Musica: Passato, presente(RCA Italiana)
- 1976 у альбомі Progetto per un inno l'internazionale di Mario Schiano (canta L'Internazionale разом з Антонелло Вендітті (Antonello Venditti) та Франческо Де Грегорі (Francesco De Gregori)
- 1977 у альбомі L'Eliogabalo Еміліо Локурчо (Emilio Locurcio)
- 1990 у колективному концертному альбомі присвяченому П'єро Чампі Te lo faccio vedere chi sono io interpreta Ha tutte le carte in regola' (edizioni Blu) — serata ripresa integralmente in TV
- 2005 у DVD Пєтя і вовк (Pierino e il lupo) Сергія Прокоф'єва, (голос розповідача та режисер)
- 2007 у альбомі Ci sono cose Річі Портера (Ricky Portera) співвидання з Мауріціо Сільвестрі (Maurizio Silvestri)
- 2009 у альбомі Extended Play 2009 della band SpaccailSilenzio in veste di clarinettista su «Da questo muro»

### Дуети
- З Ана Белен (Ana Belén): Canción (cover di Canzone) — Respondeme
- з Едоардо Де Анджеліс (Edoardo De Angelis) Sulla rotta di Cristoforo Colombo (Fonit Cetra, 1992)
- з Elio e le Storie Tese: Psichedelia
- з Фабіо Конкато (Fabio Concato): 051-222525 (live)
- з Франческо Де Грегорі: 4/3/1943 — Addio a Napoli — Banana Republic — Ma come fanno i marinai — Quattro cani — Un gelato al limon (in Banana Republic, 1979); Ma come fanno i marinai (45 оберти); Cosa sarà (45 оберти)
- з Джанні Моранді: Dimmi dimmi — Vita
- з Джанні Моранді та Франческо Гуччіні (Francesco Guccini): Emilia
- з Джіджі Д'Алесіо (Gigi D'Alessio): Medley live TV 2002
- з Джіджі Д'Алесіо, Джіджі Фініціо (Gigi Finizio) та Сал Да Вінчі (Sal Da Vinci): Napule (in Quanti Amori di Gigi D'Alessio, 2004)
- з Джіджі Д'Алесіо, Джіджі Фініціо (Gigi Finizio) та Сал Да Вінчі (Sal Da Vinci): Caruso (живий Piazza Plebiscito 30-09-2005 трансляція Rtl)
- з Хуліо Іглесіас (Julio Iglesias): Caruso (Далла присутній у фіналі)
- з Лоредана Ерроре (Loredana Errore): Anna e Marco
- з Лучано Паваротті (Luciano Pavarotti): Caruso
- з Лучано Паваротті (Luciano Pavarotti), Sting, Браян Мей, Zucchero: La donna è mobile
- з Манго (Mango): Forse che sì, forse che no* (dall'album Ti porto in Africa, 2004)
- з Міною (Mina): Amore disperato
- з Орнеллою Ваноні (Ornella Vanoni): Senza Fine
- з Ренато Дзеро (Renato Zero): La sera dei miracoli (живий)
- з Ренцо Дзенобі (Renzo Zenobi): Telefono elettronico
- з Рітою Павоне (Rita Pavone): Pirupirupirulì (з звукової доріжки фільму «Little Rita nel west» (Маленька Ріта на заході, 1967)
- з Ron: Le ragazze (in Ma quando dici amore di Ron, 2005)
- з Ron та Франческо Де Грегорі: Una città per cantare
- з Stadio: Un fiore per Hal (dall'album Stadio, 1982)
- з Тоска: Rispondimi

## Фільмографія
- 1965 — Questo pazzo, pazzo mondo della canzone, режисер Bruno Corbucci e Giovanni Grimaldi
- 1965 — Altissima pressione, режисер Enzo Trapani
- 1966 — Europa canta, режисер José Luis Merino
- 1967 — I sovversivi, режисер Paolo e Vittorio Taviani
- 1967 — Little Rita nel West, режисер Ferdinando Baldi
- 1967 — I ragazzi di Bandiera Gialla, режисер Mariano Laurenti
- 1967 — Franco, Ciccio e le vedove allegre, режисер Marino Girolami
- 1967 — Quando dico che ti amo, режисер Giorgio Bianchi
- 1968 — Questi fantasmi, режисер Renato Castellani
- 1969 — Amarsi male, режисер Fernando Di Leo
- 1972 — Il santo patrono, режисер Bitto Albertini
- 1973 — Il prato macchiato di rosso, режисер Riccardo Ghione
- 1975 — La mazurka del barone, della santa e del fico fiorone, режисер Pupi Avati
- 1979 — Banana republic, режисер Ottavio Fabbri
- 1982 — Borotalco, режисер Carlo Verdone
- 1987 — I picari, режисер Маріо Монічеллі
- 1988 — Il frullo del passero, режисер Gianfranco Mingozzi
- 1989 — Pummaro, режисер Michele Placido
- 1995 — Al di là delle nuvole, режисер Michelangelo Antonioni
- 1996 — Dalla mondino, режисер Luca Facchini e Antonio Mondino
- 2003 — Prima dammi un bacio, режисер Ambrogio Lo Giudice
- 2006 — Quijote, режисер Mimmo Paladino
- 2009 — Gli amici del bar Margherita, режисер Pupi Avati